# Isaías Medina Angarita

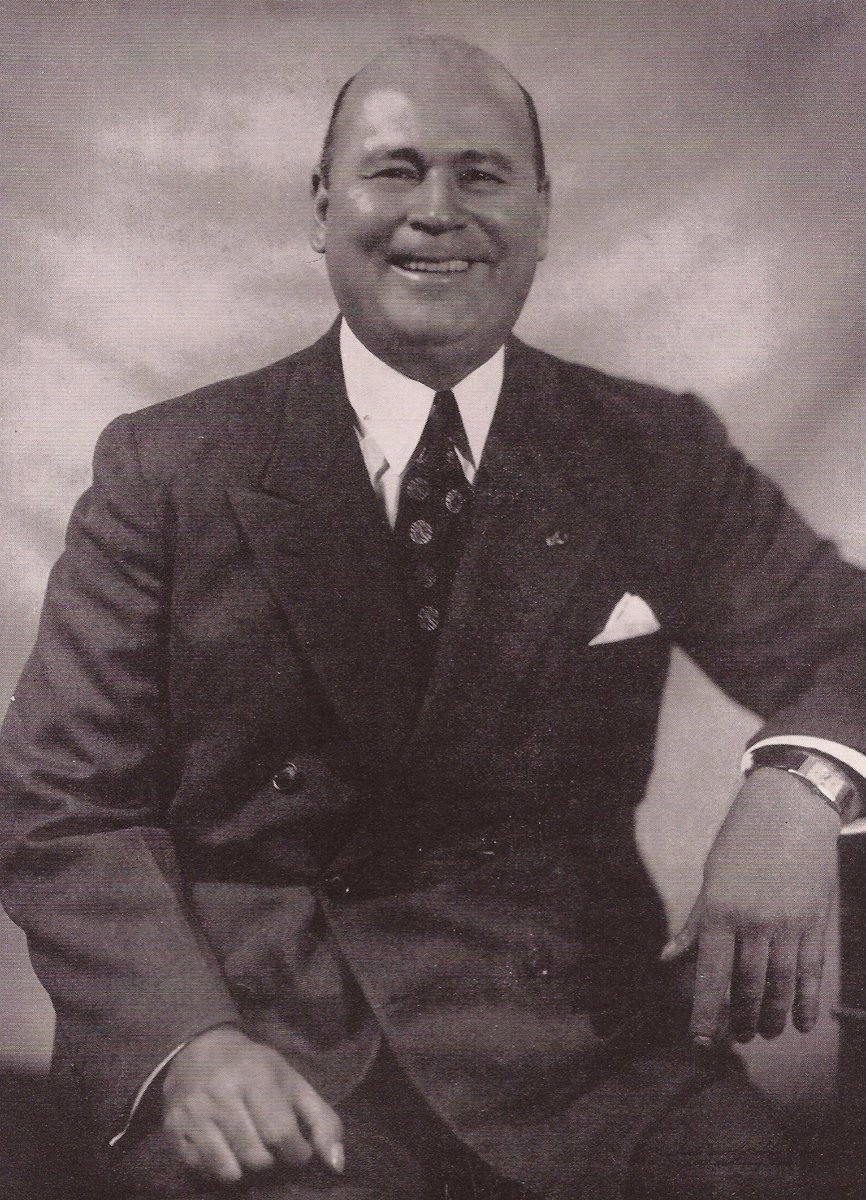
Isaías Medina Angarita

Isaías Medina Angarita (* 6. Juli 1897 in San Cristóbal; † 15. September 1953 in Caracas) war ein venezolanischer Politiker, Offizier und von 1941 bis 1945 Präsident von Venezuela.
Isaías Medina Angarita folgte den Spuren seines Vorgängers Eleazar López Contreras und setzte die demokratische Wandlung des Landes fort; so gründete er 1943 die Partido Democrático Venezolano (PDV; Deutsch: Demokratische Partei Venezuelas). Er wurde am 18. Oktober 1945 von einem Militär-Zivil-Putsch gestürzt (wobei ihm die Militärs seine Liberalität vorwarfen und die Zivilen seinen Konservatismus).

## Leben

### Militärische Laufbahn
Isaías Medina Angaritas Eltern waren der General José Rosendo Medina und Alejandrina Angarita García. Nach seiner Schulbildung in seiner Geburtsstadt zog er 15-jährig nach Caracas, wo er in eine Militärschule eintrat. Er graduierte sich am 23. Juli 1914 und trat als Unterleutnant in das Infanterieregiment Piar Nr. 6 ein.
Im Februar 1919 kehrte er als Professor an die Militärschule zurück und wurde später (schon als Oberleutnant) zusätzlich noch Professor in der Schule der Offiziersanwärter in der Bundesschule von Caracas. Diese Lehrtätigkeiten brachten ihn in Kontakt mit anderen Professoren und Studenten, die ihn neuen Ideen und politischen Neigungen (wie der Autonomie der Universitäten) zugänglich machten. Später erweiterte er seine Kontakte mit Intellektuellen und schloss sich der „Gruppe Athen“ und dem „Club der Sieben“ an.
Gleichzeitig stieg er auch in der militärischen Hierarchie auf und wurde Chef der militärischen Leitung des Kriegs- und Marineministeriums (aus dieser Zeit stammt seine Freundschaft mit Eleazar López Contreras), schließlich 1930 Mitglied der Kommission der Militär- und Marine-Regulierung und 1931 zunächst Assistent im Hauptquartier des Generalstabs und danach Kabinettschef und Sekretär im Kriegs- und Marineministerium. Am 12. Juli 1935 wurde er (als Oberst) Kriegs- und Marineminister und am 5. Juli 1940 Brigadegeneral.

### Präsidentschaft
In den Präsidentschaftswahlen vom 28. April 1941 gewann er 120 Stimmen (der nächste Kandidat, Rómulo Gallegos, bekam nur 13) und wurde am 5. Mai (eine Woche nach seiner Hochzeit) zum Präsidenten ernannt.
Während seiner Regierung respektierte er die Menschenrechte und das Recht auf Meinungsfreiheit (und erlaubte die Gründung der sozialdemokratischen Acción Democrática (AD) beziehungsweise legalisierte die kommunistische Partido Comunista de Venezuela) und änderte die Verfassung, sodass auch Frauen wählen konnten (wenn auch nur auf Gemeindeebene).

### Putsch und Landesverweis
Das Nicht-Erlassen eines allgemeinen, direkten und geheimen Wahlrechts wurde am 18. Oktober 1945 als ein Grund für einen Militär-Zivil-Putsch gegen ihn genommen. Während des Putsches soll es zu mehren Gefechten gekommen sein mit Schätzungen von „zwischen 100 Toten und 300 Verletzten bis hin zu 2500 Opfern insgesamt“. Um weiteres Blutvergießen zu vermeiden, soll Medina die Einstellung der Kampfhandlungen befohlen haben. Er ergab sich am Morgen des 19. Oktober 1945. Er wurde festgenommen und aus dem Land gewiesen.

### Letzte Jahre
Medina ließ sich in New York nieder. Nach seiner Erkrankung (Schaden der Hirnarterie) am 18. Mai 1952 wurde ihm die Rückkehr nach Venezuela erlaubt. Er starb am 15. September 1953 in Caracas.